# 扬子江巡航
揚子江巡航（英語：Yangtze Patrol）是美國海軍自1854年至1949年間為保護美國在中國長江的通商口岸利益而進行的長期巡航行動。執行揚子江巡航的美國艦隊還在中國沿海水域巡邏，以保護美國公民及其財產和美籍基督教傳教士。

## 歷史
長江是中國最長的河流，發揮著重要的商業作用，遠洋船隻行駛於長江的航程最遠可達武漢市。美國海軍這支執行揚子江巡航的分艦隊巡航長江水域的範圍從東海海濱的上海到中國內地的重慶。
最初，執行揚子江巡航的艦艇由美國海軍艦艇組成，隸屬於東印度分艦隊。1868年，揚子江巡航的任務由美國海軍亞洲分艦隊執行。根據中國與外國所簽訂的不平等條約，美國、日本和歐洲列強，特別是自1897年以來一直將長江流域視為勢力範圍的英國，被允許在中國的河流上航行。
1902年，美國亞洲艦隊接管了揚子江巡航的行動。
1922年，美國海軍成立「長江巡邏隊」，成為美國駐華海軍的正式組成部分。
1942年，第二次世界大戰開始時，由於美國海軍資源有限，長江巡邏隊實際上停止了在中國的行動，美國海軍需要長江巡邏隊在其他地方與整個太平洋的日本軍隊作戰。
第二次世界大戰結束後，長江巡邏隊於1945年恢復執行揚子江巡航的任務，但在國共內戰期間，其艦隻數量有所減少。1949年，當中國人民解放軍最終佔領長江流域時，美國海軍永久停止揚子江巡航並解散了長江巡邏隊。